# Cy Young
Denton True Young, noto come Cy Young (Gilmore, 29 marzo 1867 – Newcomerstown, 4 novembre 1955), è stato un giocatore di baseball statunitense, uno dei più grandi lanciatori nella storia di questo sport.
Conosciuto con il soprannome "Cy", abbreviazione di "Cyclone", per via della velocità dei suoi lanci, è uno dei membri della Baseball Hall of Fame, dove è stato eletto nel 1937. In suo onore, dall'anno successivo alla sua morte, è stato istituito il "Cy Young Award", che premia i migliori lanciatori dell'anno nelle due leghe della Major League Baseball.

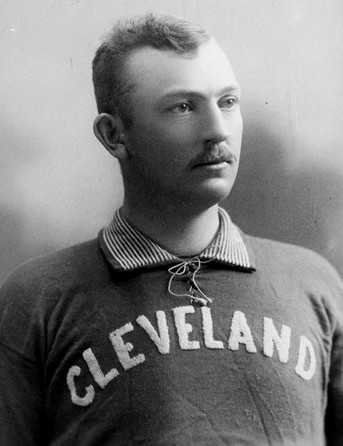
Cy Young con gli Spiders nel 1891

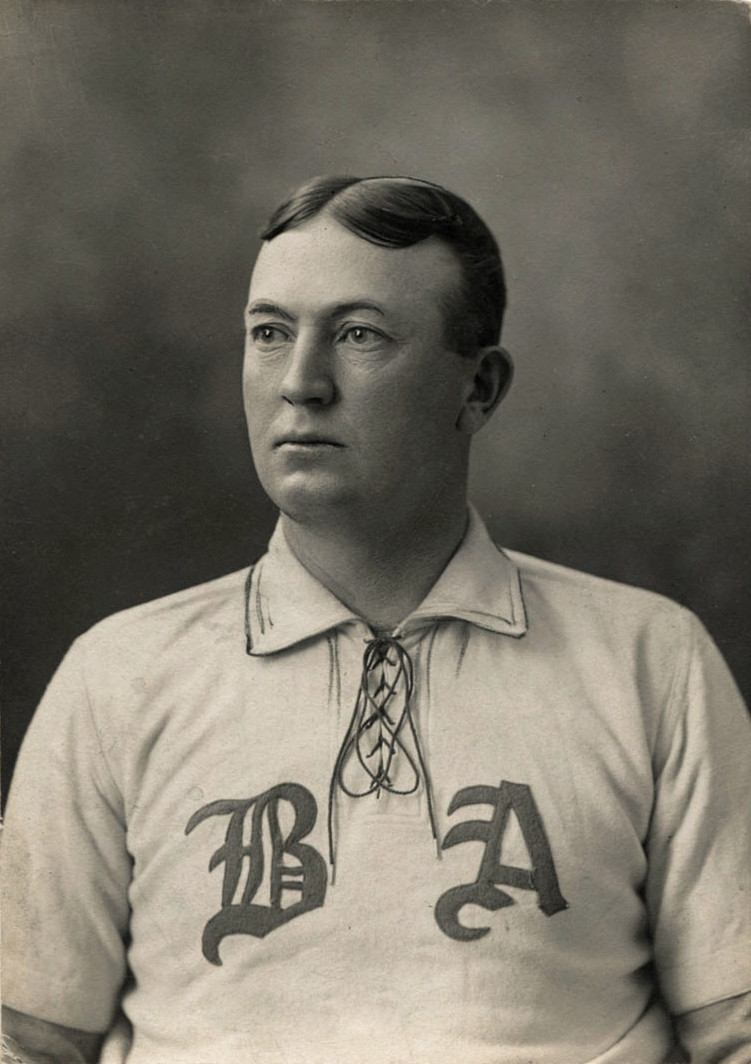
Cy Young con gli Americans nel 1902

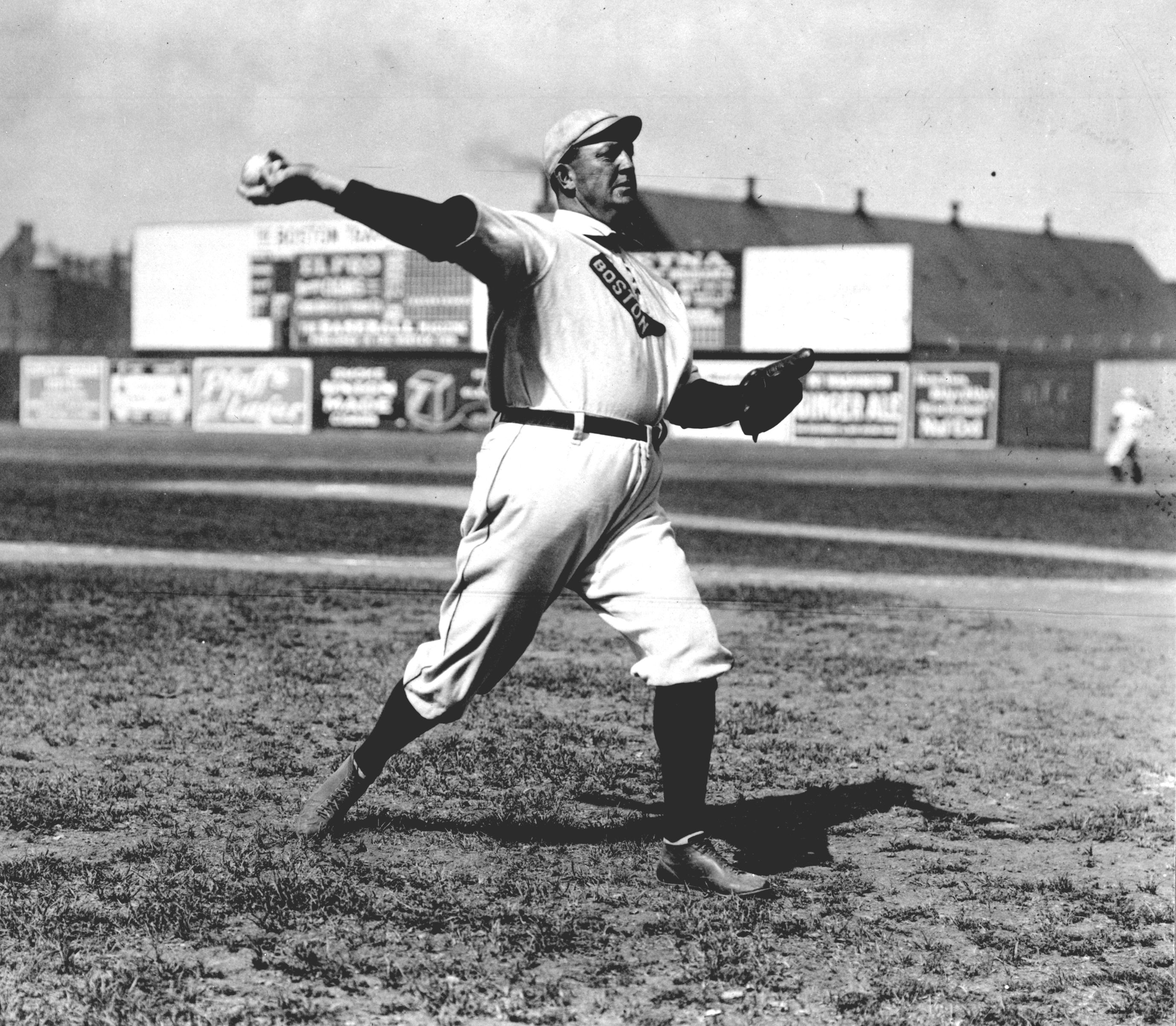
Cy Young durante un lancio con i Red Sox nel 1908

## La carriera
Cominciò la propria carriera nel 1890 con i Cleveland Spiders, lanciando una partita completa in cui concesse solo tre battute valide ai suoi avversari. La sua potenza non risentì dello spostamento del monte di lancio a 60 piedi e 6 pollici decretata nel 1893, e negli anni seguenti si affermò come il lanciatore più dominante della sua epoca.
Nel 1901, a seguito della decisione delle presidenze di Cleveland Spiders e St. Louis di scambiarsi i giocatori delle proprie squadre, Young si trasferì con la moglie a Boston, dove si unì ai Boston Americans, squadra nella quale militò fino al 1908.
Il 12 luglio 1901 ottenne la 300ª vittoria, entrando così a far parte del Club delle 300 vittorie. Nella sua prima stagione con Boston, vinse la Tripla Corona dei lanciatori: maggior numero di vittorie (33), strikeout (158), e migliore media PGL (1.62).
Nel 1903, dopo un'altra stagione di alto livello, condusse Boston alla vittoria nella prime World Series della storia, vincendo due partite contro i Pittsburgh Pirates.
Il 5 maggio 1904 raggiunse il culmine della propria carriera straordinaria, lanciando la prima partita perfetta ufficialmente riconosciuta, contro i Philadelphia A's. In precedenza, aveva già lanciato due no-hitter.
Nel 1909 lasciò Boston per tornare a Cleveland, dove trascorse tre stagioni non troppo fortunate, prima di chiudere con un'ultima stagione a Boston, nella seconda squadra della città, i Boston Rustlers. Chiuse la carriera con 511 vittorie, ancora oggi oltre 100 in più del secondo della classifica, ottenendone almeno 20 per 15 stagioni, e 749 partite complete, record che si ritiene mai più avvicinabile.
Concluse la carriera in maniera piuttosto insolita, quando nella sua ultima partita, il 6 ottobre 1911, concesse battute valide agli ultimi sette avversari affrontati, finendo sostituito. Nel 1999 fu inserito nella formazione del secolo della MLB e nello stesso anno The Sporting News lo inserì al 14º posto nella classifica dei migliori cento giocatori di tutti i tempi.

## Palmares

### Club
- World Series: 1

Boston Americans: 1903

### Individuale
- Tripla corona: 1

1901
- Capoclassifica dell'AL in vittorie: 5

1892, 1895, 1901-1903
- Capoclassifica dell'AL in media PGL: 2

1892, 1901
- Capoclassifica dell'AL in strikeout: 2

1896, 1901
- Partita perfetta: 1

5 maggio 1904
- No-hitter: 3

18 settembre 1897, 5 maggio 1904, 30 giugno 1908
- Record della MLB per numero di vittorie in carriera (511)
- Record della MLB per numero di Inning giocati da lanciatore in carriera (7.356)
- Record della MLB per numero di partite da titolare giocate in carriera (815)
- Record della MLB per numero di partite completate in carriera (749)
- Record della MLB per numero di inning consecutivi lanciati senza subire valide in carriera (25 1⁄3)
- Major League Baseball All-Century Team
- Boston Red Sox Hall of Fame
- Cleveland Indians Hall of Fame